# Pečírkův Národní kalendář
Pečírkův Národní kalendář je české periodikum vydávané od roku 1865 do roku 1949. Jeho zakladatelem byl český lékař a pedagog Josef Pečírka. Po jeho smrti vydávala kalendář jeho vdova Mariana Pečírková.

## Vznik
První ročník pod názvem Národní kalendář byl vydán roku 1858 v nakladatelství Jaroslava Pospíšila, Josef Pečírka redigoval jeho zábavnou část. Od roku 1865 jej však vydával sám; změnil název na Pečírkův Národní kalendář. Samotný Pospíšil však vydával kalendář pod starým názvem ještě do roku 1903. Zaměřením patřil ke všeobecným kalendářům, nijak se výrazně neprofilujícím tiskovinám té doby. Zanedlouho se stal kalendář velice oblíbeným a již v roce 1866 dosáhl jeho devátý ročník 30 000 výtisků.

## Vydání a vydavatelé
Když Josef Pečírka roku 1870 zemřel, veškerá práva na jeho kalendář přešla na vdovu Mariannu Pečírkovou (1838–1904). Marianna Pečírková nebyla ale literárně činná, a tak krátce vedl redakci Karel Jaromír Erben a po jeho smri Pečírkův spolužák Václav Svatopluk Štulc. Po Štulcově smrti vedla Pečírková kalendář sama a pomáhalo jí pouze několik autorů. 
Roku 1904 Marianna Pečírková zemřela a ve vydávání kalendáře pokračovaly její děti. Nejvíce se do práce zapojoval syn Jaromír, jenž se posléze stal i vydavatelem časopisu. Později kalendář vydávali vnuci Josefa Pečírky. Během druhé světové války byl redaktorem František Xaver Svoboda. Po válce ještě několik ročníků vyšlo, a to zásluhou nakladatelství Josefa L. Švíkala. Poslední vydání kalendáře bylo pro rok 1949, jednalo se o 92. ročník. Dřívější časopisy se též vydávaly a prodávaly v Knihtiskárně B. Stýbla.

## Tvůrci
Do kalendáře zprvu přispívalo kromě Josefa Pečírky pouze málo autorů. Počet pravidelně přispívajících autorů se ale výrazně zvýšil, když se spoluautory kalendáře stali Boleslav Jablonský, Vincenc Bradáč, Žofie Podlipská či Karel Klostermann.
Svou prvotinu Čeledín a dcera ze statku zde uveřejnila pod pseudonymem Mathilda Dimová tehdy ještě neznámá spisovatelka Gabriela Preissová. Periodikum začal obohacovat i pozdější dramaturg Národního divadla Ladislav Stroupežnický. Velké zásahy v časopisu učinil i Ignát Hermann, jenž zde poprvé uveřejnil svou humoresku Rovné právo lásky. V kalendáři se vyskytují i příspěvky Václava Beneše Třebízského. Mezi další přispěvatele patřili Václav Lipovský, Ludmila Grossmannová-Brodská, Josef Leopold Hrdina, Karel Chalupa, Alfons Bohumil Šťastný, Bohdan Kaminský, Karel Šimůnek, Vlasta Pittnerová či Valerián Pejša.
V kalendáři byla zveřejňována i díla některých zahraničních autorů, jež Josef Pečírka sám překládal. Byla to třeba díla Móra Jókaie, Adama Amilkara Kosińského, Théophila Gautiera či Heinze Tovotea. 
Novějšími přispěvateli pak dále byli Václav Špaček, Josef Jahoda, Maryna Fričová, František Josef Čečetka či Alois Dostál a Petr Fignal.

## Obsah a forma
V devadesátých letech náklad v Čechách dosáhl 40 000 výtisků a na Moravě a ve Slezsku, kde vycházel pod názvem Staroslavný Velehrad, to bylo 10 000 výtisků.  Kalendář byl vydáván ve dvou velikostech: malý a velký kalendář. Malý kalendář měl zkrácenou zábavní část a měl méně obrázků, ale byl levnější.
V periodiku byl zmíněn i roční kalendář, a to jak katolíků, tak i evangelíků, a seznam trhů v Čechách, na Moravě a ve Slezsku. Byly tam zveřejňovány i reklamy a různé obrázky zámků. V každém vydání bývalo asi deset povídek různých autorů. Povídky byly i ilustrovány.

## Význam
Pečírkův národní kalendář byl významné periodikum, které bylo vydáváno 92 let. Přinášel informace o různých událostech a umožňoval některým autorům zveřejňovat díla, skrze něž se řada z nich proslavila. Patřil mezi oblíbené časopisy své doby. Ve stejnou dobu se vydávaly ještě další kalendáře dosahující stejně velkého úspěchu, například Kalendář paní a dívek českých, Pilnáčkův kalendář pro naše hospodyňky, Kulíkův veselý kalendář či Kalendář Vincentina. 

## Zajímavost
V románu Paní komisarka, který se odehrává v období 1845–1846 v Klenčí, uvádí autor Jindřich Šimon Baar, že se na martinské pouti prodával Pečírkův národní kalednář. Protože kalendář začal vycházet o více než 10 let později, jedná se o zjevný autorův omyl; současně svědčí o popularitě Pečírkova kalendáře na počátku 20. století, kdy Baar román psal.